# Wahlen in der Demokratischen Republik Kongo 2011

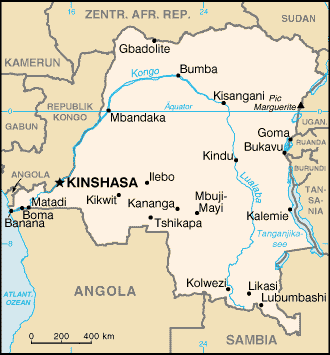
Karte der Demokratischen Republik Kongo

Bei der Wahl in der Demokratischen Republik Kongo 2011 wurde am 28. November 2011 über den Präsidenten und das Parlament der Demokratischen Republik Kongo entschieden.
Nach der Wahl 2006 war sie die zweite Wahl unter den Bedingungen eines Mehrparteiensystems in der Demokratischen Republik Kongo seit 1965. Nach offiziellen Angaben gewann der regierende Präsident Joseph Kabila die Wahl mit 48,95 % der Stimmen, während sein wichtigster Gegenspieler Etienne Tshisekedi nur 32,33 % erhielt. Die Opposition bezweifelte die Ergebnisse und wies auf Anzeichen massiven Wahlbetrugs hin. Tshisekedi erklärte sich kurz nach der Wahl zum „wahren Sieger“.

## Wahlfälschungen
Das Carter Center sprach im Zusammenhang mit den Wahlen von einem „Mangel an Glaubwürdigkeit“ und bezeichnete einzelne Ergebnisse als „unmöglich“. Eine Sprecherin des US-Außenministeriums sprach von „erheblichen Mängeln“. Auch die Europäische Union und die katholische Kirche zogen die Glaubwürdigkeit der Wahlergebnisse in Zweifel.
Einzelergebnisse lassen kaum Zweifel an massivem Wahlbetrug. So hatten etwa im Wahlbezirk Malemba-Nkulu – ebenso wie in anderen Kabila-Hochburgen der Provinz Katanga – angeblich 99,46 % der Wähler abgestimmt und zwar zu 100 % für Präsident Kabila. Bei 266.889 abgegebenen Stimmen dort ist ein solches Ergebnis nicht mehr „unglaubwürdig“, sondern laut Carter Center „unmöglich“. Zudem gingen die Ergebnisse von mindestens 4875 Wahlstationen „verloren“, allein in der Tshisekedi-Hochburg Kinshasa betraf dies etwa 300.000 abgegebene Stimmen. Weiterhin sollen etwa 3.000.000 Stimmen doppelt registriert worden sein.

## Kandidaten

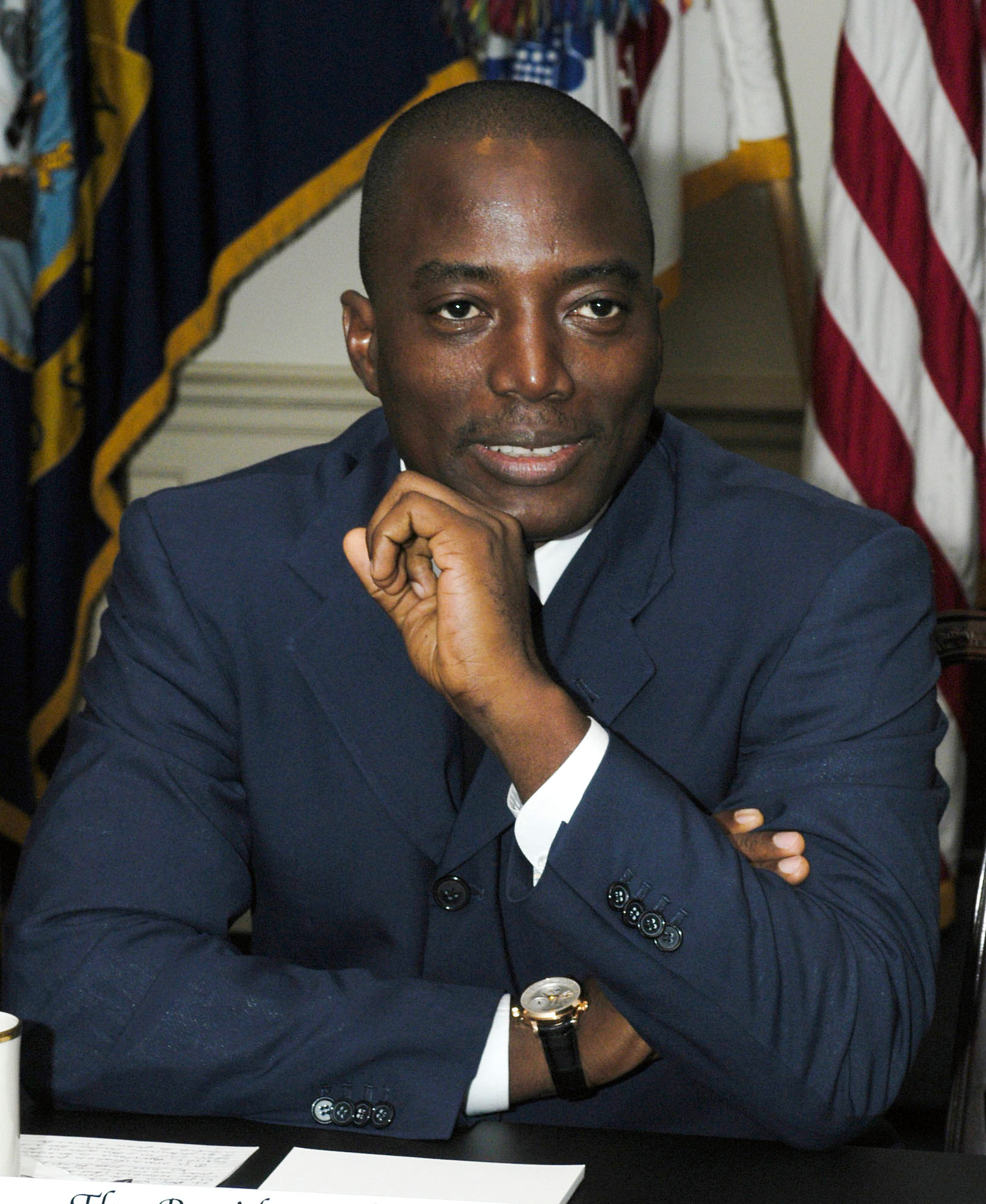
Joseph Kabila

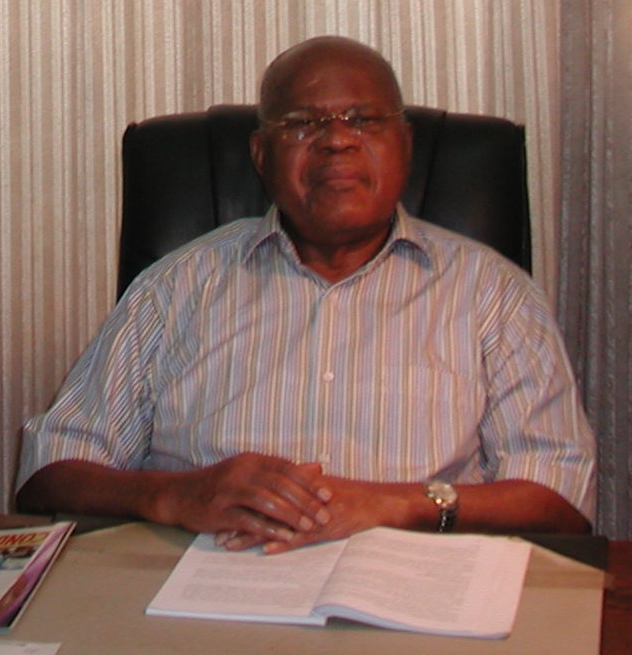
Etienne Tshisekedi

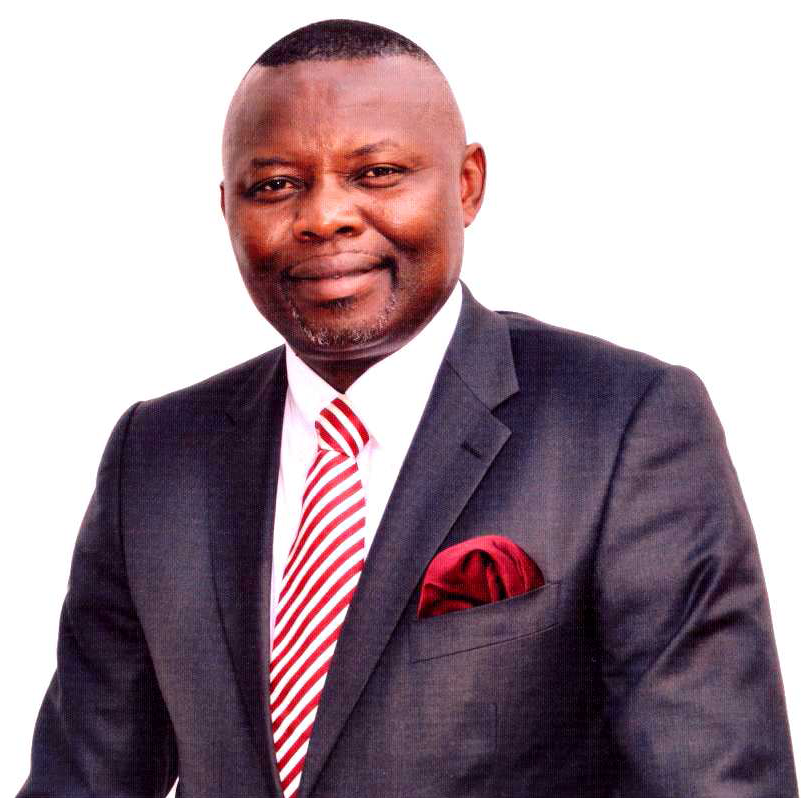
Vital Kamerhe

Die vier wichtigsten Kandidaten waren:
- Joseph Kabila: Der bereits amtierende Präsident gehörte der Partei PPRD (Parti du Peuple pour la Reconstruction et la Démocratie, „Partei des Volkes für die Wiederherstellung der Demokratie“) an. Er wurde bei den Wahlen 2006 mit 44,81 % der Stimmen zum Nachfolger seines ermordeten Vaters Laurent-Désiré Kabila gewählt, der das Präsidentenamt zuvor innehatte. Kabilas Beliebtheitsstand bei der Bevölkerung beschreibt die Konrad-Adenauer-Stiftung im Juli 2011 folgendermaßen:

„Die Popularität von Amtsinhaber Joseph Kabila […] schwindet zusehends, denn die Lebensumstände der Menschen haben sich in den letzten Jahren kaum gebessert. Das Land ist nicht zur Ruhe gekommen – Korruption und Misswirtschaft bestimmen den Alltag der übergroßen Mehrheit. Die Loyalität der Ostkongolesen gegenüber Joseph Kabila mit Blick auf die Wahlen war also keineswegs sicher.“

- Etienne Tshisekedi: Der der Partei UDPS angehörende Politiker galt als der Oppositionsführer der Demokratischen Republik Kongo. Er spielte bereits in der Endzeit des früheren Zaire eine wichtige Rolle, verlor nach der Jahrtausendwende aber an Einfluss, da die UDPS bei der Bildung der Übergangsregierung 2003 übergangen wurde und die Wahl im Jahr 2006 boykottierte. Dennoch wurden die Parteistrukturen aufrechterhalten und die Partei verfügte 2011 vor allem in den Provinzen Kasai-Occidental und Kasaï-Oriental sowie Kinshasa über viele Anhänger. Tshisekedi hatte die letzten Jahre vor den Wahlen in Belgien gelebt und kehrte im Dezember 2010 in den Kongo zurück. Er wurde auf einem Parteitag der UDPS zum Präsidentschaftskandidaten ernannt.
- Vital Kamerhe: Kamerhe war ein Mitarbeiter Kabilas im Wahlkampf 2006 und hatte vor allem Anteil daran, dass Kabila in den Provinzen Nord- und Sud-Kivu sehr viele Stimmen erlangte. Danach war er Parlamentspräsident und gab dieses Amt schließlich im März 2009 auf Druck von Kabila auf. Im Dezember 2010 trat Kamerhe aus der Kabila-Partei PPRD aus und gründete die UNC (Union pour la nation congolaise) als Oppositionspartei, für die er bei der Wahl kandidierte.

- Kengo Wa Dondo: Der ehemalige Premierminister und ehemalige Außenminister war seit 2007 Präsident des kongolesischen Senats.

Weitere Kandidaten:
- Jean Andeka
- Adam Bombolé
- François Nicéphore Kakese
- Oscar Kashala
- Léon Kengo
- Antipas Mbusa
- Nzanga Mobutu
- Josué Alex Mukendi

Die bisher am stärksten im Parlament vertretene Oppositionspartei MLC hatte keinen Kandidaten aufgestellt. Die MLC konnte aufgrund eines laufenden Gerichtsverfahrens das bekannteste Parteimitglied Jean-Pierre Bemba, der 2006 20,03 % der Stimmen erhalten hatte, nicht erneut kandidieren lassen.

## Kontroversen vor der Wahl

### Kontroversen um Wahlmodalitäten
Im Vorfeld der Wahl gab es Auseinandersetzungen um eine Verfassungsänderung von Amtsinhaber Joseph Kabila, die nach Auffassung der Opposition eindeutig dessen Wiederwahl begünstigt habe. Zentraler Bestandteil der Änderungen war die Abschaffung der Stichwahl um das Präsidentenamt, welche am 12. Januar 2011 von der Nationalversammlung und einen Tag später vom Senat des Landes genehmigt wurde. Durch die Zustimmung beider Parlamentskammern reichte einem Kandidaten im ersten Wahlgang nun die einfache Mehrheit – also ggf. weniger als 50 % der Stimmen – zum Wahlsieg. Die Opposition hätte sich damit wohl bereits im ersten Wahlgang auf einen gemeinsamen Kandidaten verständigen müssen, um überhaupt eine Chance auf das Präsidentenamt zu haben.
Doch nicht nur aus diesem Grund zweifelten einige ausländische Beobachter an einer korrekten Durchführung der Wahl 2011. Auch die Vereinten Nationen als unabhängige Wahlüberwacher standen im Fokus des Misstrauens, weil sie bei den Präsidentschaftswahlen in der Elfenbeinküste im Jahr 2010 zwar eine korrekte Wahldurchführung bescheinigten, es allerdings nicht verhindern konnten, dass das von der Opération des Nations Unies en Côte d’Ivoire (ONUCI) verkündete Wahlergebnis von Wahlverlierer Laurent Gbagbo nicht anerkannt wurde und die Situation sich in der Regierungskrise 2010/2011 zuspitzte. Ein ähnlicher Verlauf wurde teilweise für die Wahlen in der Demokratischen Republik Kongo befürchtet. Auch im Land selbst wurde Kritik an der Verfassungsänderung geübt, so beispielsweise vom Ständigen Rat der Kongolesischen Bischofskonferenz, der sie als „übereilt und oberflächlich“ bewertet.
Am ersten Novemberwochenende sagte Tshisekedi in einem Interview mit dem Fernsehen, dass er auf jeden Fall Präsident werden würde, unabhängig davon ob Wahlen durchgeführt würden. Informationsminister Lambert Mende gab daraufhin bekannt, sein Ministerium prüfe eine Anzeige wegen Hochverrats.
Am 23. November gab Südafrika überraschend die Entsendung von 70 Soldaten mit sechs Helikoptern bekannt, die in Lubumbashi, in Kolwezi und Kamina tätig sein sollten. Im April 2011 kam der damalige, von den Vereinten Nationen bestimmte Leiter der Wahlkommission, Ahmedou El Becaye Seck, bei einem Flugzeugabsturz in Kinshasa unter ungeklärten Umständen ums Leben. Mathieu Balé Bouah wurde zu seinem Nachfolger bestimmt.

### Gewaltsame Zusammenstöße vor der Wahl
Anfang September 2011 kam es in Kinshasa zu gewalttätigen Protesten gegen möglichen Wahlbetrug. Die Demonstranten beschuldigten Amtsinhaber Kabila, dass er die mehrfache Registrierung von Wählern zugelassen hatte, um die Wahl zu seinen Gunsten zu beeinflussen. Die Wahlkommission gab bekannt, dass sie unter den 32 Millionen registrierten Wählern 20.000 doppelte Registrierungen gefunden hatte.
Als sich Tshisekedi am 5. September in Kinshasa als Präsidentschaftskandidat anmelden wollte, kam es zu gewalttätigen Zusammenstößen. Tshisekedi wurde von etwa 1.000 seiner Anhänger begleitet. Als die Gruppe den Hauptsitz der PPRD, der Partei des Amtsinhabers Kabila, passierte, kam es zu Zusammenstößen. Dabei wurden Steine geworfen und Autos in Brand gesetzt. In der darauffolgenden Nacht griffen Vermummte ein Gebäude der UDPS, der Partei Tshisekedis, mit Steinen und Brandsätzen an. Dabei brannte die gegenüberliegende Zentrale des Rundfunksenders Lisanga ab. Am Tag darauf starb bei Auseinandersetzungen mit Schusswaffen ein Mitglied der UDPS und zwei wurden Verletzt. André Kimbuta, Gouverneur von Kinshasa, verbot daraufhin alle Demonstrationen in der Zeit der Registrierung.
Auch am 7. Oktober kam es laut der Menschenrechtsorganisation VSV bei einer Demonstration der UDPS in Kinshasa zu Zusammenstößen mit zwei Toten und etwa zehn Verletzten. Mit der Kundgebung sollte der Druck auf die Wahlkommission erhöht werden, Unregelmäßigkeiten bei der Vorbereitung der Wahl zu verhindern. Die Veranstaltung war aber bereits im Vorfeld von den Behörden verboten worden. Nach Angaben der VSV waren an den Zusammenstößen nicht nur Polizeikräfte beteiligt, die die Versammlung auflösen sollten, sondern auch mit Macheten bewaffnete, jugendliche Milizen.
Am 4. Oktober überfielen Unbekannte in der Nähe von Fizi einen Bus und separierten von den zwölf Passagieren neun, die der Gruppe der Banyamulenge-Tutsi angehörten. Von diesen töteten und zerstückelten sie sieben. Zwei überlebten schwerverletzt.
Anfang November kam es fast täglich zu gewalttätigen Zusammenstößen im Zusammenhang mit der Wahl.

## Durchführung

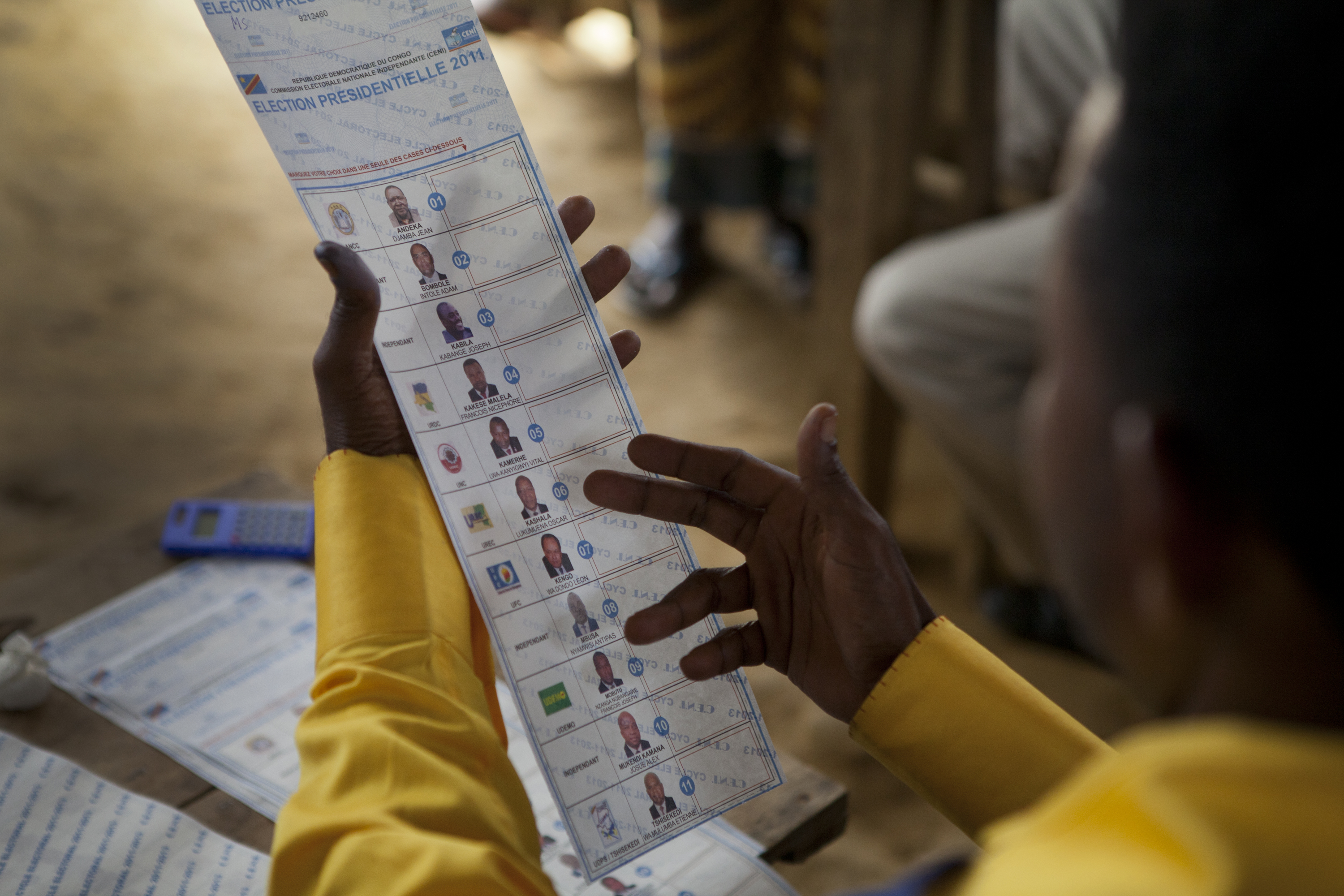
Wahlzettel für Präsidentschaftskandidaten in Walikale

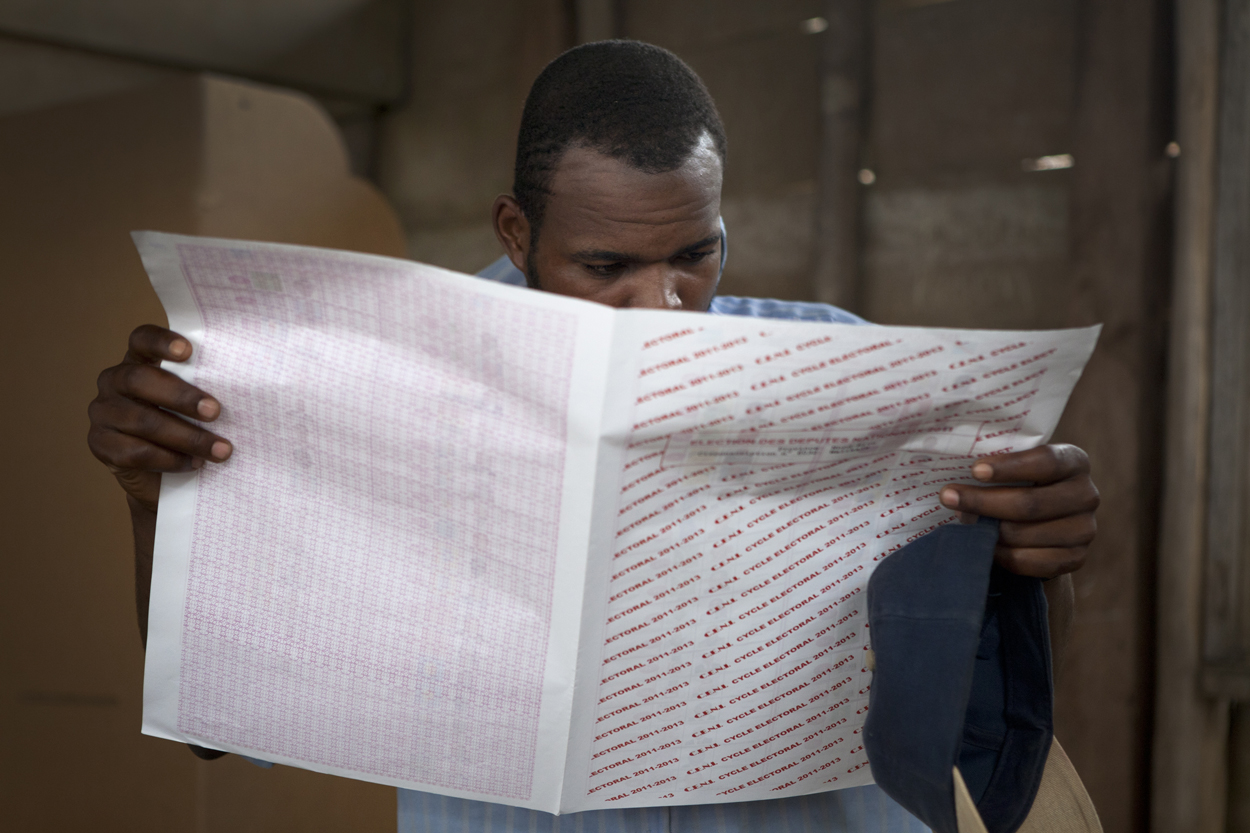
Parlamentswahlzettel in Walikale

Bei der Wahl selbst kam es zu einem gewaltsamen Zwischenfall, bei dem etwa elf Menschen starben. Laut Gouverneur Moise Katumbi stürmten in Lubumbashi Bewaffnete ein Wahllokal und töteten drei Personen. Auch bei den Angreifern gab es Tote.  In Kananga wurden mehrere vorab gefüllte Wahlurnen entdeckt. Die entsprechenden Wahllokale wurden in Brand gesetzt und die dazugehörigen Büros geschlossen. In Kinshasa verlief der Wahltag ruhig.
Die erste Runde der Präsidentschaftswahlen und die nationalen Parlamentswahlen begannen am 27. November 2011. Die Wahlen der Provinzparlamente waren am 26. Februar 2012, die Wahl der Senatoren am 13. Juni 2012 und die der Gouverneure und Vizegouverneure der Provinzen am 12. Juli 2012 vorgesehen. Am 31. Januar 2013 sollten die Sektorenräte und Räte der Chefferien gewählt werden, am 19. Mai 2013 die Leiter der Sektoren und Stadträte. Am 8. August sollten die Bürgermeister und stellvertretenden Bürgermeister gewählt werden.
Die Vereinten Nationen unterstützten die Wahl technisch. Das Budget der Wahl lag bei etwa 830 Millionen Dollar (etwa 610 Millionen Euro), davon wurde circa ein Fünftel aus dem Ausland bezahlt. Es gab etwa 300.000 Wahlhelfer, etwa 62.000 Wahllokale wurden eingerichtet.

## Resultate und Reaktionen
Am 10. Dezember gab die Wahlkommission den Sieg von Kabila mit etwa 49 Prozent der abgegebenen Stimmen bekannt. Zweiter wurde demnach Tshisekedi mit circa 33 Prozent der Stimmen. Allerdings wurde das Ergebnis von keinem der Oppositionskandidaten anerkannt. Am 16. Dezember bestätigte das Oberste Gericht dennoch das provisorische Wahlergebnis der Wahlkommission CENI und damit die Wiederwahl Kabilas zum Staatschef. Die von der Opposition vorgebrachten Brüche des Wahlergebnisses seien nicht ausreichend, um eine Annullierung zu rechtfertigen.
Am 20. Dezember wurde Kabila als Präsident vereidigt. An der Zeremonie nahm Robert Mugabe als einziges Staatsoberhaupt teil. Ebenfalls anwesend war der Außenminister Südafrikas, Maite Nkoana-Mashabane. Belgiens Außenminister Didier Reynders sagte seine Teilnahme wegen der Zweifel am korrekten Ablauf der Wahl kurzfristig ab. Die Oppositionskandidaten bezeichneten die Vereidigung als ungültig.
Nach den Wahlen kam es zu massiven Ausschreitungen. Laut Human Rights Watch töteten Sicherheitskräfte vom Wahltermin bis zum 22. Dezember 24 Personen. Zwischen 9. und 14. Dezember seien alleine in Kinshasa 20 Menschen gestorben.

### Ergebnis der Präsidentschaftswahl
| Kandidat                        | Partei                                                     | Stimmen    | Anteil   |
| ------------------------------- | ---------------------------------------------------------- | ---------- | -------- |
| Joseph Kabila                   | Volkspartei für Wiederaufbau und Demokratie                | 8.880.944  | 48,95 %  |
| Etienne Tshisekedi              | Union für Demokratie und sozialen Fortschritt              | 5.864.775  | 32,33 %  |
| Vital Kamerhe                   | Union für die Kongolesische Nation                         | 1.403.372  | 7,74 %   |
| Kengo Wa Dondo                  | Union der Kräfte des Wandels                               | 898.362    | 4,95 %   |
| Antipas Mbusa                   | unabhängig                                                 | 311.787    | 1,72 %   |
| Nzanga Mobutu                   | Union der Mobutuistischen Demokraten                       | 285.273    | 1,57 %   |
| Jean Andeka                     | Allianz der Anhänger des Congolesischen Nationalismus      | 128.820    | 0,71 %   |
| Adam Bombolé                    | Unabhängig                                                 | 126.623    | 0,70 %   |
| François Nicéphore Kakese       | Union für den Wiederaufstieg und die Entwicklung des Kongo | 92.737     | 0,51 %   |
| Josué Alex Mukendi              | Unabhängig                                                 | 78.151     | 0,43 %   |
| Oscar Kashala                   | Union für den Wiederaufbau des Kongo                       | 72.260     | 0,40 %   |
| Total (Wahlbeteiligung 58,81 %) | Total (Wahlbeteiligung 58,81 %)                            | 18.911.572 | 100,00 % |
| Quelle: CENI-RDC                |                                                            |            |          |

### Sitzverteilung in der Nationalversammlung

Ergebnis der Wahl zur Nationalversammlung 2011:
People’s Party for Reconstruction and Democracy (PPRD): 62 Sitze
Union for Democracy and Social Progress (UDPS): 41 Sitze
People’s Party for Peace and Democracy (PPPD): 29 Sitze
Social Movement for Renewal (MSR): 27 Sitze
Movement for the Liberation of Congo (MLC): 22 Sitze
Unified Lumumbist Party (PALU): 19 Sitze
Union for the Congolese Nation (UNC): 17 Sitze
Alliance for Renewal in Congo (ARC): 16 Sitze
Alliance of the Democratic Forces of Congo (AFDC): 15 Sitze
Rally for the Reconstruction of Congo (RRC): 11 Sitze
Awakening of Consciousness for Work and Development (ECT): 11 Sitze
Movement for the Integrity of the People (MIP): 10 Sitze
Christian Democratic Party (PDC): 7 Sitze
Union for the Development of the Comoros (UPDC): 7 Sitze
Congolese Rally for Democracy (RCD)- Kisangani-Liberation Movement (K-ML): 6 Sitze
National Union of Democratic Federalists (UNADEF): 6 Sitze
Union of Nationalist Federalists of Congo (UNAFEC): 6 Sitze
Sonstige Parteien: 172 Sitze
Unabhängige Kandidaten: 16 Sitze

| Volkspartei für Wiederaufbau und Demokratie PPRD       | 62  |
| Union für Demokratie und sozialen Fortschritt UDPS     | 41  |
| Volkspartei für Frieden und Demokratie PPPD            | 29  |
| Soziale Erneuerungsbewegung MSR                        | 27  |
| Befreiungsbewegung des Kongo MLC                       | 22  |
| Vereinte Lumumbistische Partei PALU                    | 19  |
| Union für die Kongolesische Nation UNC                 | 17  |
| Allianz für die Erneuerung des Kongo ANC               | 16  |
| Allianz der demokratischen Föderalisten AFDC           | 15  |
| ECT                                                    | 11  |
| RRC                                                    | 11  |
| MIP                                                    | 10  |
| Christlich-Demokratische Partei PDC                    | 7   |
| UDCO                                                   | 7   |
| Kongolesische Sammlung für die Demokratie RCD          | 6   |
| Nationale Union der föderalistischen Demokraten UNADEF | 6   |
| Nationale Union der Föderalisten des Kongo UNAFEC      | 6   |
| unabhängige Kandidaten                                 | 16  |
| Parteien mit weniger als fünf Mandaten                 | 172 |
| Gesamtzahl der Sitze                                   | 500 |
| Quelle: CENI-RDC                                       |     |